# Soknopaiou Nesos
Soknopaiou Nesos (en griego antiguo: Σοκνοπαίου Νῆσος) fue un antiguo asentamiento en el oasis de Fayún, en Egipto, ubicado a pocos kilómetros al norte del lago Qarun (conocido en la antigüedad como lago Moeris).
El asentamiento, conocido hoy en día como Dimeh es-Seba (en árabe: ديمة السباع‎), posiblemente con el significado de «Dimeh de los leones», fue un importante centro religioso con un imponente templo dedicado al dios Soknopaios, un dios oracular en forma de cocodrilo con cabeza de halcón, del que derivaba el topónimo de la ciudad.
Según la evidencia papirológica, Soknopaiou Nesos fue fundada en el siglo III a. C., durante el proyecto de recuperación de tierras del Fayún llevado a cabo por los primeros ptolemaicos, y fue abandonado a mediados del siglo III d. C. En cambio, la evidencia arqueológica libera nuevos datos sobre una reocupación tardía del sitio, concentrada especialmente dentro del área del templo principal de la ciudad, durante los siglos IV-V hasta el final del período bizantino.

## Nombre
Soknopaiou Nesos significa «isla de Soknopaios», una contracción del nombre egipcio más largo tȝ mȝy Sbk nb Pay pȝ nṯr ʿȝ, «La isla de Sobek, el señor de Pai, el gran dios». Soknopaios es la variante helenística local de Sobek, el dios principal de la región de Fayún.

## Descripción del sitio

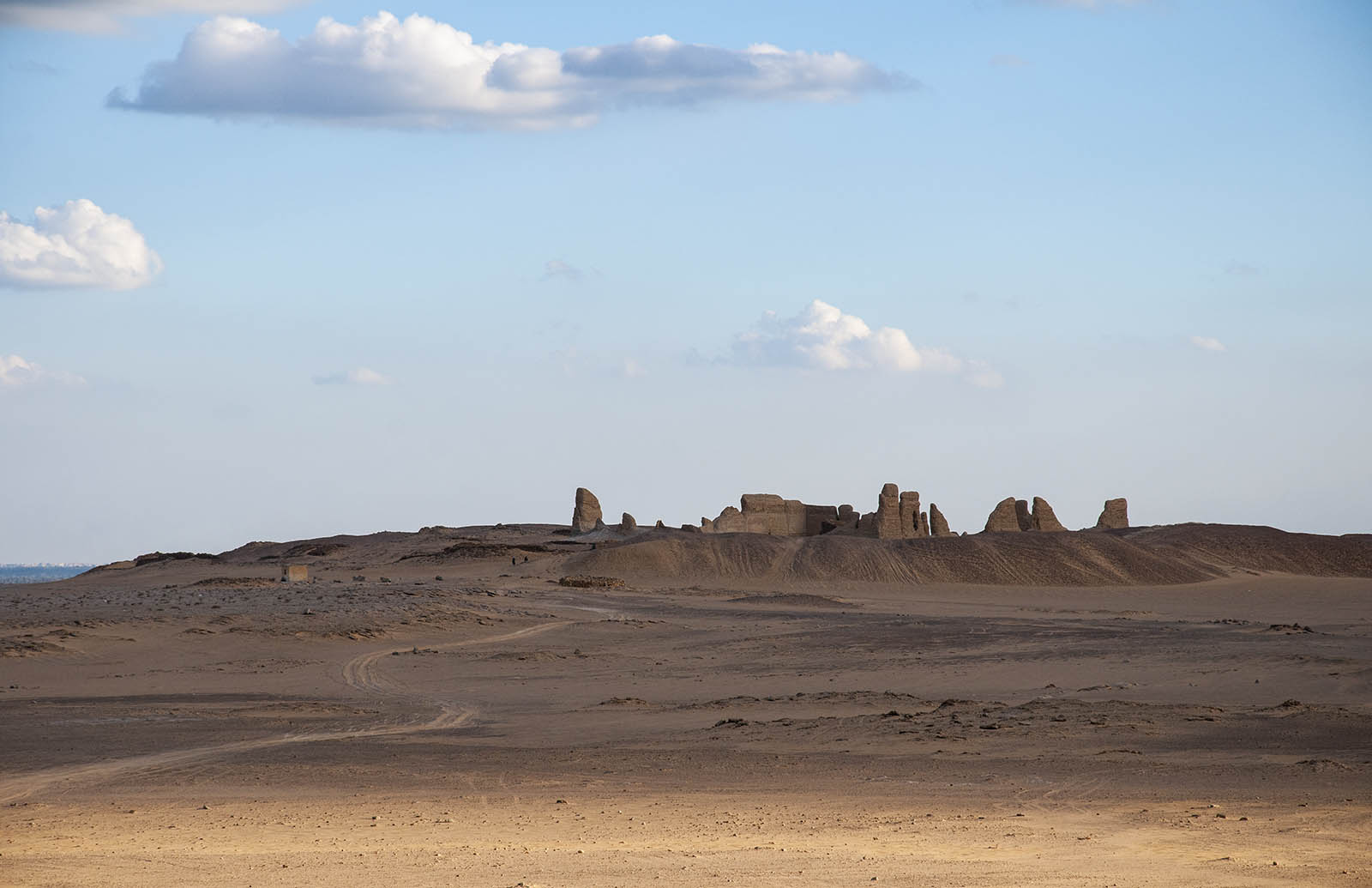
Vista del sitio desde el noroeste

La zona arqueológica del poblado (kom) tiene una forma ovalada, de 660 m de norte a sur y 350 m de este a oeste, y está atravesada por un dromos pavimentado de 400 m de longitud. El principal testimonio arqueológico son los monumentales témenos de adobe gris claro ubicados al noroeste, con muros conservados en algunos puntos de hasta 15 m de altura, de planta rectangular irregular. En el interior de este recinto aún se pueden reconocer varios edificios, principalmente construidos en adobe y mampostería de piedra.

### Lostémenosy el templo principal
El edificio más importante es el templo principal, ubicado en medio de los témenos, que albergaba junto a Soknopaios los synnaoi theoi, como Isis Neferses y Soknopiais. El templo está formado por dos santuarios contiguos construidos sobre el mismo eje norte-sur, alineados con el dromos. Ambos edificios formaron un templo en la época romana y estaban conectados por un patio al aire libre. El primero, al sur, está bastante bien conservado y está construido con piedras irregulares de piedra caliza marrón y ladrillos de barro; se ha interpretado como el templo más antiguo construido a principios del período helenístico. Este último, al norte, fue desmantelado desde el final del período bizantino y se conserva solo por 1,60 m de altura. Está construido con bloques regulares de piedra caliza amarilla y se cree que es una adición ptolemaica tardía o romana temprana y se convirtió en el santuario para la adoración de los dioses, mientras que el edificio al sur se convirtió en una especie de propileos. El templo del norte fue restaurado probablemente en la primera mitad del siglo II d. C. Se construyó un contra-templo monumental contra su muro posterior durante el siglo I d. C. y luego se remodeló en el siglo II. En su interior se encontró una notable maqueta arquitectónica de piedra del contra-templo a escala 1:20. Dentro del área del témenos hay varias estructuras de adobe: casas sacerdotales, talleres, edificios administrativos, pequeños templos y capillas. Fuera de los témenos, al norte, este y oeste del mismo, todavía se ven varios edificios de adobe y piedras toscas del lugar.

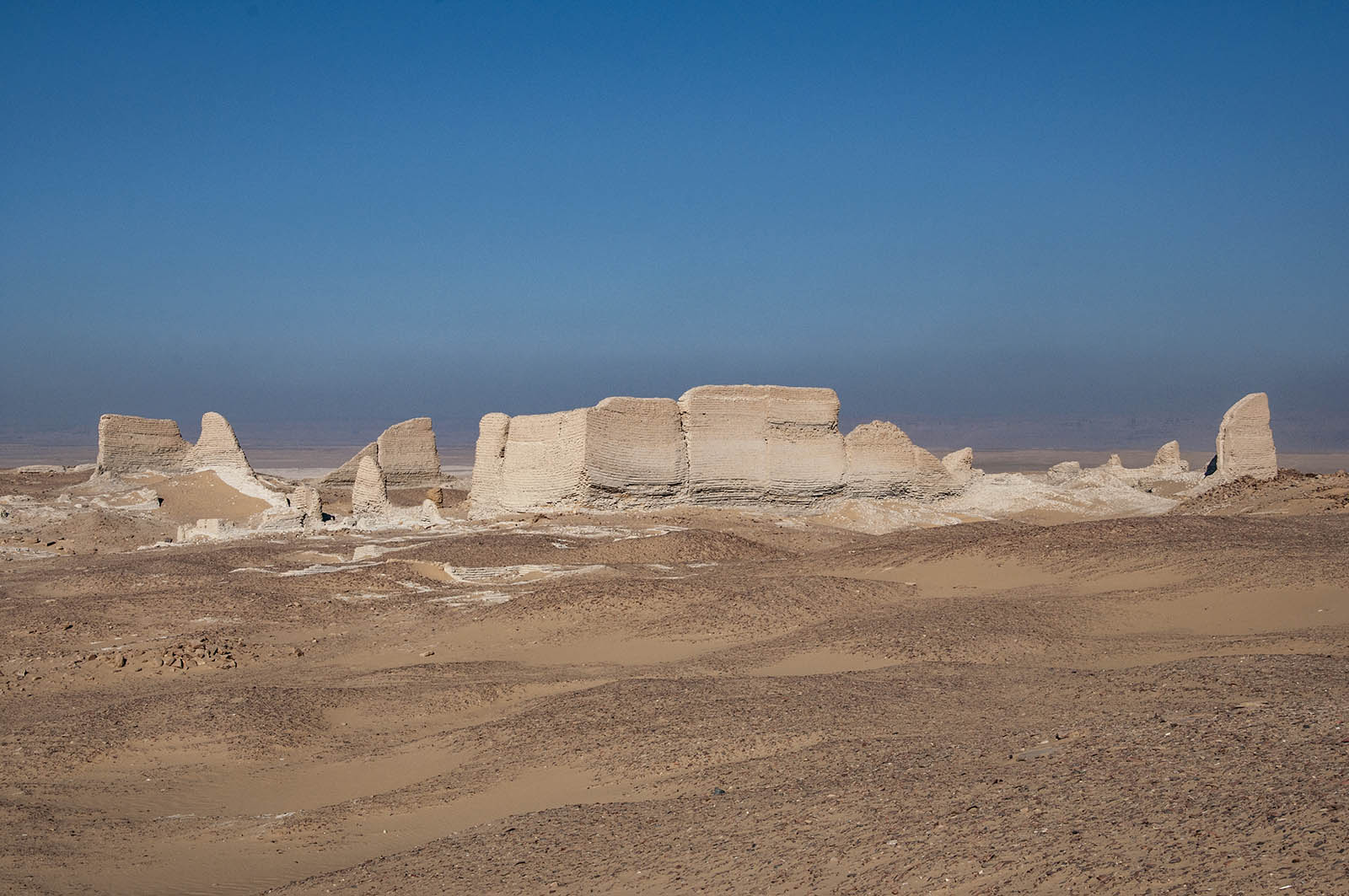
Los muros de témenos del sureste

### El pueblo y eldromos
Un testimonio monumental en el asentamiento es un dromos pavimentado, de 6-7 m de ancho y conservado por 329 m, construido sobre una plataforma de 3 metros de altura. Estaba pensado como un camino procesional, conectando la entrada sur del templo con una escalera y dividiendo el asentamiento en un barrio este y oeste. Sobre él se erigieron estatuas de leones y posiblemente dos quioscos. Unas escaleras y dos túneles permitían pasar de este a oeste por esta imponente barrera que formaba un tremendo escenario para las procesiones rituales durante más de 150 días de fiestas al año. Es el resultado de diferentes fases constructivas, extendiéndose hacia el sur hasta donde el asentamiento se expandió en época romana.

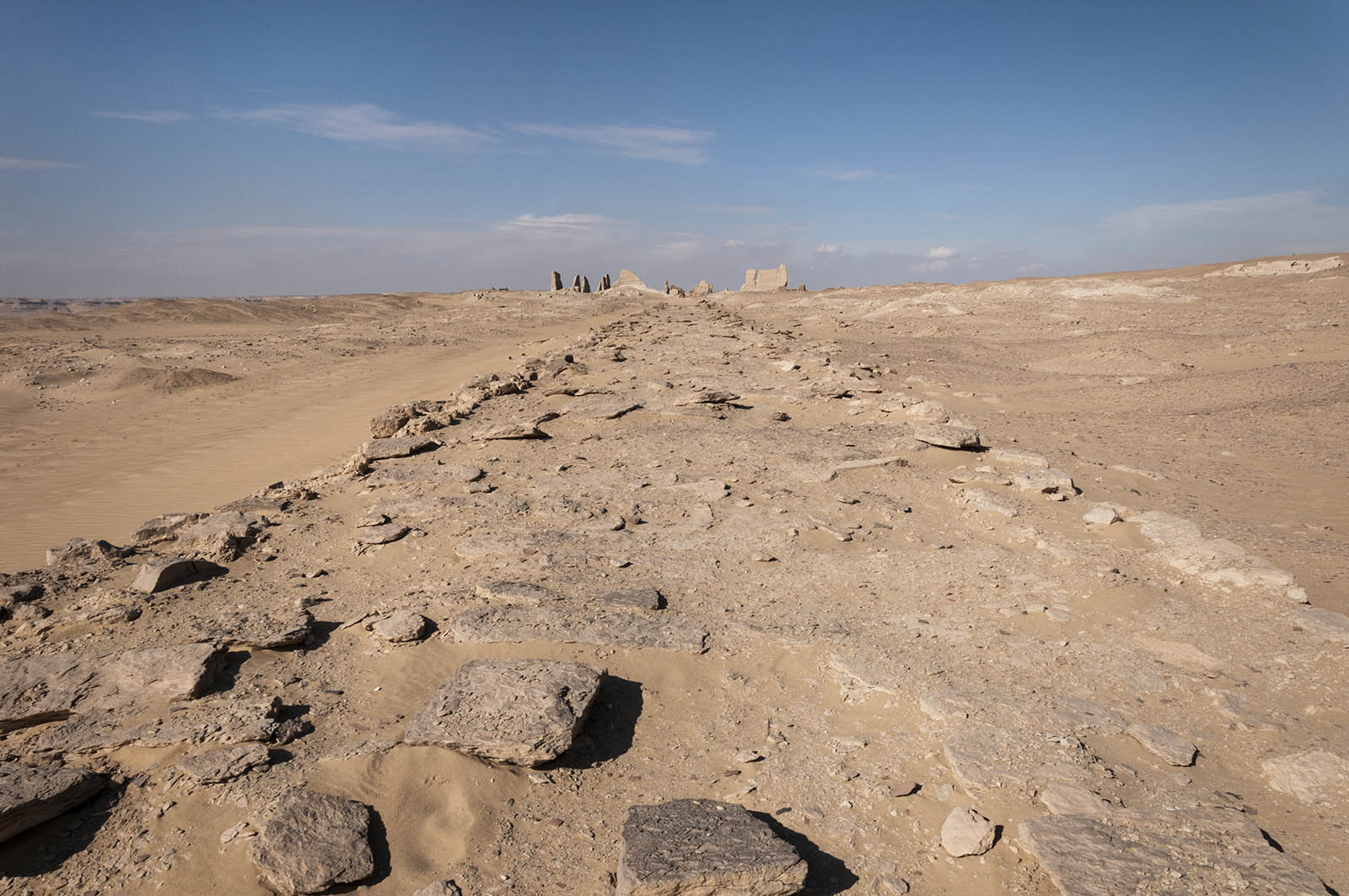
El dromos pavimentado mirando al norte

## Investigación arqueológica
El sitio de Soknopaiou Nesos ya se conocía a principios del siglo XIX, cuando fue visitado por Giovanni Battista Belzoni (1819). Pocos años después, J. G. Wilkinson visitó el sitio y proporcionó el primer plano topográfico del asentamiento jamás dibujado. En 1843 Karl Richard Lepsius, durante su campaña prusiana en Egipto, pasó dos días en Dime, ejecutando un plano del sitio, así como unos dibujos excelentes y muy bien detallados. Desde la segunda mitad del siglo XIX, Soknopaiou Nesos ha sido objeto de numerosas excavaciones realizadas por misiones oficiales o, lo que es el caso más habitual, por ladrones que buscan antigüedades para vender en el mercado del arte. El sitio se hizo famoso a finales del siglo XIX por la gran cantidad de papiros bien conservados desde el período ptolemaico hasta el romano.

### Excavaciones de la Universidad de Míchigan
En una temporada de tres meses entre 1931 y 1932, la Universidad de Míchigan realizó la primera excavación ejecutada con un método científico, bajo la dirección de Arthur E. R. Boak y Enoch Peterson. La investigación se centró en dos áreas del asentamiento, al este y al oeste del dromos, excavando edificios de adobe bien conservados e identificando tres fases de ocupación principales desde el siglo III a. C. hasta mediados del siglo III d. C. Las excavaciones sugieren que en el momento de la fundación del asentamiento las casas seguían un plan ortogonal orientado sobre el dromos. Esta orientación se mantuvo en las siguientes fases durante las cuales el asentamiento se expandió considerablemente. El equipo de la Universidad de Míchigan estuvo basado durante unos diez años (1924-1934) en Kom Aushim/Karanis, donde llevaron a cabo extensas temporadas de excavación. Los materiales encontrados se dividieron, según la ley, entre el Museo Egipcio de El Cairo y la Universidad de Míchigan (actualmente en el Museo de Arqueología Kelsey, Ann Arbor).

### El proyecto Soknopaiou Nesos
Desde 2004, el Proyecto Soknopaiou Nesos de la Universidad de Salento (Centro di Studi Papirologici) ha estado trabajando en Soknopaiou Nesos bajo la dirección de Mario Capasso y Paola Davoli. Además de las excavaciones arqueológicas, realizadas principalmente en el interior de los témenos, el equipo inspeccionó el asentamiento y los alrededores. Se encontraron evidencias de edificios preptolemaicos debajo del templo, así como al norte y al oeste del kom. En las orillas de un paleo-lago se han documentado varias áreas con grupos de alfarería de las dinastías XIX y XXVI.